# Schönstattské hnutí

Logo Schönstattského hnutí

Schönstattské hnutí je mezinárodní katolické hnutí založené v roce 1914 římskokatolickým knězem Josefem Kentenichem. Místem původu je Schönstatt – čtvrť města Vallendar nedaleko Koblenze v Německu. Hnutí má federální podobu a je koordinováno pod všeobecným předsednictvem, které má také své sídlo v Schönstattu. Cílem hnutí je aktivní apoštolát a aktivace laických katolíků v díle hlásání učení Ježíše Krista. Schönstattské hnutí je mariánské, pedagogické a apoštolské.

## Historie
Dějiny schönstattského hnutí v prvních letech jeho formování poznamenaly dvě světové války, během nichž se mnoho jeho členů dostalo do kontaktu s jinými vojáky a zajatci, což následně vedlo k růstu a šíření mladého hnutí. Po druhé světové válce bylo schönstattské hnutí v některých ohledech pod drobnohledem představitelů katolické církve. Po Druhém vatikánském koncilu byly myšlenky zakladatele hnutí Josefa Kentenicha potvrzeny a hnutí se dále šířilo.

### Založení hnutí
Zakladatel mezinárodního Schönstattského hnutí Josef Kentenich byl od konce října 1912 duchovním správcem pallotinského studijního domova, chlapecké internátní školy v Schönstattu poblíž Vallendar, a jako takový byl pověřen úkolem poskytovat mladým lidem duchovní vedení a podporu. Vyvinul a vyučoval tzv. Kentenichovu pedagogiku, pedagogickou techniku, kterou vychovatel pomáhá vychovávanému rozpoznat a rozvíjet jeho individuální ideál.
Jako duchovní vůdce si uvědomoval, že církev jeho doby se skládala z nesčetných forem, pravidel a tradicí, ale často byla v životě a srdci lidí pouhou povinností.
Již o vánočních prázdninách 1912/13 založil se zájemci z řad studentů misijní sdružení, které se vyvinulo v Mariánskou kongregaci založenou 19.  dubna 1914, jejímž hlavním zaměřením bylo přijímání eucharistie a křesťanské misie. Ústředním tématem byla obnova katolické víry, a to ani ne tak po teoretické stránce, jako spíše v důsledku pozorování reálného života.
Jako místnost pro setkání si skupina zřídila bývalou hřbitovní kapli bývalého augustiniánského kláštera v Schönstattu, která byla v té době prázdná. V průběhu desetiletí se tato kaple stala duchovním centrem hnutí jako Původní svatyně.
Ve snaze dát do souladu křesťanskou víru s každodenním životem uzavřel 18. října 1914 spolu se členy Mariánské kongregace poprvé Smlouvu lásky, smlouvu s Ježíšovou matkou Marií  podle vzoru biblické Božské smlouvy. Tento proces se později stal známým jako "zakládací dokument".
Ústředními tématy stále se rozvíjejícího sboru se staly:
- psychologický přístup k vlastní osobnosti a z toho vyplývající východiska pro osobní víru,
- důraz na komunitu a
- pomocí ideální pedagogiky sledovat vlastní povolání (jak osobní, tak pro dvojici nebo celou skupinu). Vychází z myšlenky, že Bůh vložil do vlastní osobnosti, do vztahu dvojice nebo do setkání skupiny nějakou ideu (nebo smysl), o kterou je třeba usilovat a která se má uskutečňovat krok za krokem, například prostřednictvím uplatňování duchovního programu (Staň se tím, čím jsi!).

### Šíření
Po vypuknutí první světové války byli mladí muži z internátu povoláni jako vojáci. Své myšlenky tak šířili i mezi svými druhy a rychle si našli příznivce mezi vojáky se zájmem o náboženství.
Jako komunikační prostředek sloužil časopis "Mater ter admirabilis", který obsahoval výstřižky z dopisů vojáků a zprávy o dění v Schönstattu.
Po skončení války byl otec Kentenich uvolněn, aby se staral o skupinu, která se mezitím značně rozrostla.
Dne 20. srpna  1919 založila skupina bývalých vojáků Apoštolský spolek (Apostolischen Bund) a o rok později vznikla Apoštolská liga (Apostolische Liga).
Brzy se k hnutí připojily také ženy a založily "Ženský spolek" (Frauenbund); prvními členkami se 8. prosince 1920 staly Gertraud Gräfin von Bullion a její sestřenice Marie Christmann.
Ve 20. letech 20. století se mladé hnutí velmi rozšířilo. Oblíbili si ji zejména učitelé, studenti teologie a kněží.
Jak se hnutí rozrůstalo, vzniklo v následujících letech mnoho komunit: V roce 1926 vznikly z Ženského spolku Schönstattské sestry Panny Marie a v roce 1938 Sekulární institut Schönstattských žen.
Během dvou desetiletí bylo Schönstattské hnutí přítomno na mnoha místech katolické církve v Německu a dále se šířilo do zahraničí. V roce 1933 byly poprvé vyslány mariánské sestry do Jižní Afriky, Brazílie, Argentiny a Chile, aby podporovaly schönstattské skupiny, které tam vznikaly.
P. Josef Kentenich v tomto období mezi dvěma světovými válkami pořádal mnoho rekolekcí, přednášek a konferencí.

### Problémy za národního socialismu
Nepřátelství nacistického státu vůči církvi se dotklo také Schönstattského hnutí, které bylo v rozporu s ideály národního socialismu. Mnoho členů hnutí bylo za nacistického režimu pronásledováno, trestáno přesuny, zákazy kázání a projevů a domovními prohlídkami. Někteří byli také zatčeni a posláni do koncentračních táborů, včetně zakladatele P. Kentenicha, jeho blízkých spolupracovníků P. Josefa Fischera a P. Alberta Eiseho, stejně jako Heinze Dresbacha, P. Heinricha Königa a Karla Leisnera. P. Franz Reinisch odmítl složit přísahu věrnosti Hitlerovi a byl za to odsouzen k trestu smrti.
Páter Kentenich byl 20. září 1941 zatčen a nakonec poslán do koncentračního tábora Dachau. Z koncentračního tábora P. Kentenich založil Institut schönstattských rodin a Mariiny bratry.
20. května 1945 se Kentenich vrátil do Schönstattu a navzdory všem těžkostem později označil tuto dobu za "vrcholnou dobu" pro hnutí.
Po návratu z koncentračního tábora Kentenich sledoval tři cíle, které v následujících letech určovaly vývoj hnutí:
- Internacionalizace hnutí,
- "zakořenění" hnutí v jiných zemích a
- Vyjasnění kanonického statusu Hnutí a jeho komunit.

### Konflikt s církví
Již ve 30. letech 20. století vznikl první konflikt s ordináři v Trevírské diecézi a Limburské diecézi. V letech 1935-1938 trval spor s P. Kentenichem, který se týkal především některých prvků schönstattské spirituality, tzv. "zvláštních idejí":
- Místní náklonnost ke svatyni,
- chápání mariánského zasvěcení jako smlouvy lásky,
- "příspěvky na kapitál milosti" a
- víra v "poslání Schönstattu pro církev a svět".

Po obvinění u Kongregace pro nauku víry (Svatého oficia) došlo k vyslání papežské vizitace a dekretem papežského vizitátora, P. Sebastiana Trompa, SJ. ze 30. září 1951 byl P. Kentenich vypovězen z Evropy a od 21.  června 1952 strávil svůj exil v Milwaukee. P. Kentenich se nepovažoval za žalobce nebo bojovníka, ale za obnovitele a přítele církve a splnil všechny podmínky. Po třinácti letech exilu se P. Kentenich 14. prosince 1965 vrátil do Schönstattu.

### Vnitřní konsolidace
Po návratu z exilu P. Kentenich tři roky pracoval na dalším rozvoji Schönstattského hnutí, pořádal přednášky, konference a rekolekce a podporoval zavádění reforem koncilu. Zemřel 15. září 1968.
Po jeho smrti se rychle rozšířila úcta k zakladateli a jeho hrob v sakristii Kostela adorace se stal centrem zájmu poutníků. Proces blahořečení byl zahájen v roce 1975.
V 70. letech 20. století byla ústřední společenství uznána jako sekulární instituty podle papežského práva.
Po celosvětovém rozšíření hnutí nyní začala fáze inkulturace, zvýšeného zdůraznění národních schönstattských rodin v jejich kulturním prostředí. Kentenichovy 100. narozeniny byly oslaveny v letech 1984/1985 vzpomínkovým rokem a mezinárodním festivalovým týdnem v Schönstattu. Papež Jan Pavel II. navštívil 20. září 1985 Schönstattské centrum Cor Ecclesiae v Římě a potvrdil charisma zakladatele a hnutí.